# Duri Bezzola (Politiker, 1942)

Duri Bezzola

Duri Bezzola (* 23. Juni 1942 in Scuol, heimatberechtigt in Scuol und Zernez) ist ein Schweizer Politiker (FDP).

## Leben
Bezzola war von 1983 bis 1990 im Gemeinderat von Scuol. Ab dem 21. Januar 1991 hatte er im Nationalrat Einsitz und war Mitglied in mehreren Kommissionen. Am 4. März 2007 schied er aus dem Amt aus.
Der verheiratete Vater von zwei Kindern ist von Beruf Architekt (dipl. Arch. FH/STV). Er war unter anderem Verwaltungsrat der Schweizerischen Radio- und Fernsehgesellschaft (SRG) und der Rhätischen Bahn. Von 2000 bis 2008 war er zudem Präsident des Schweizer Skiverbands.